# Bactritopus sugonjaevi
Bactritopus sugonjaevi är en stekelart som först beskrevs av Sharipov 1983.  Bactritopus sugonjaevi ingår i släktet Bactritopus och familjen sköldlussteklar. Inga underarter finns listade.